# Kaindorf
Kaindorf est une commune autrichienne du district de Hartberg en Styrie.